# Marón (mártir)

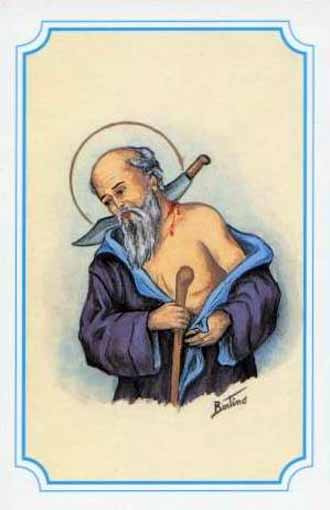
Martirio de San Marón

San Marón († 15 de abril de 99), sufrió el destierro de la isla Poncia por la confesión de Cristo, hasta que Nerva se lo levantó. Marón no dejó de predicar el evangelio a los idólatras y por este motivo, en tiempo de Trajano, fue condenado a muerte por el juez Valeriano.